# ThundeRatz

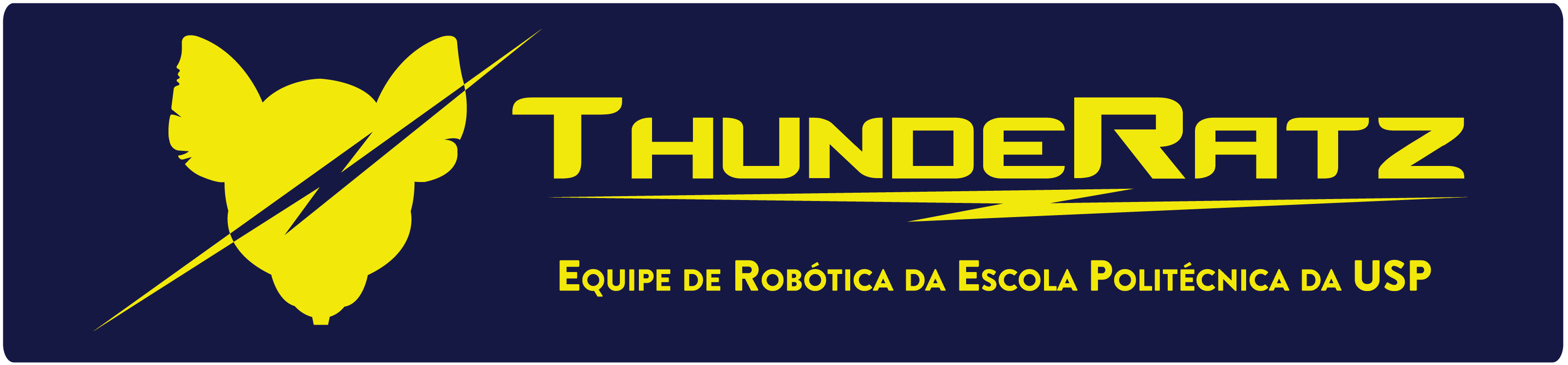
ThundeRatz

A Equipe ThundeRatz é uma equipe de robótica competitiva da Escola Politécnica da Universidade de São Paulo (Poli-USP), localizada na Cidade Universitária (CUASO). Desde a sua fundação em 2001, o laboratório da equipe está localizado no prédio da Engenharia Mecânica, Mecatrônica e Naval da Poli-USP.
A ThundeRatz participa de diversas competições de diversas categorias de robótica competitiva. A equipe foi uma das pioneiras para a inserção de competições de Combate de robôs no país, participando a primeira competição do tipo em 2001. Com a popularização das competições de robótica no Brasil a equipe também passou a participar de outras categorias, tais como Sumô de robôs, robôs seguidor de linha e Futebol de robôs. O grupo também se destaca pela participação em diversas competições internacionais, como a RoboGames, à época de sua realização, a maior competição de robótica aberta do mundo.
A equipe é formada principalmente por membros dos cursos de engenharia, mas também possui membros alunos de pós graduação, alunos de outras faculdades da USP e, até mesmo, de outras instituições. Na equipe, os membros têm a oportunidade de ter um contato mais próximo com a engenharia, que engloba o conhecimento técnico através da manipulação de alta tecnologia, e também a gestão de membros, desenvolvendo o espírito de equipe, o conceito de liderança e aprendendo a resolver problemas.

## História

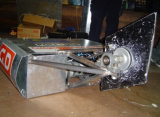
Adam I

### 2001 - 2004: Los Cuervos e o Primeiro "Guerra de Robôs".
A Los Cuervos foi fundada em 2001 por estudantes de engenharia mecatrônica, com o intuito de participar da primeira competição de Combate de Robôs no Brasil, o Guerra de Robôs, que teve a participação de robôs da EFEI (atual UNIFEI), UNICAMP e ITA.
Em seus primeiros anos, pouco foi feito, havendo participação em poucos eventos. Em 2004, a equipe inovou sua estratégia de ataque, criando o primeiro robô com um disco de alta rotação como arma.

### 2005 - 2008: Reformulação para ThundeRatz e Primeiros Combates na RoboCore.

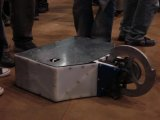
Adam II

Em 2005 a equipe se reformulou, e o nome passou a ser ThundeRatz, uma alusão ao rato (símbolo da faculdade e do grupo de bateria do mesmo) e à série animada Thundercats, preferida de um de seus membros. A partir deste ponto, começou uma profissionalização do grupo.
O robô Adam  foi desenvolvido. Na primeira competição sob o nome ThundeRatz,  o RoboCore Winter Challenge 2ª Edição em 2006, foram conquistadas a 4º colocação na categoria Hobbyweight com o robô Adam Jr. e a 12ª colocação na categoria Middleweight com os robôs Adam I, que já havia competido nos tempos de Los Cuervos, e aquele que seria o principal robô da equipe nos próximos 2 anos, Adam II. Adam II também foi o primeiro robô da equipe a utilizar a eletrônica de potência OSMC. Está é um projeto Open-Source muito utilizado neste tipo de aplicação e que controla a velocidade dos motores utilizando um rápido chaveamento nestes. Em 2007, na categoria Middleweight, Adam II mostrou sua evolução e conquistou o 4º lugar no 3º Winter Challenge e a 3º colocação no 7º ENECA, em Recife, colocando a ThundeRatz pela primeira vez no pódio.
Em 2008 a equipe cresceu muito, e foi para o 4º RoboCore Winter Challenge  com mais de 30 membros e competindo em todas as categorias, com exceção da inédita, até então, categoria Featherweight . Neste ano a equipe conquistou o 3º lugar na categoria Hockey - Pro, o 8º lugar no Sumô 3 kg RC e a 4ª colocação nas categorias Middleweight, ainda com o Adam II, e Hobbyweight, com o robô Racha-Cuca. O robô Racha-Cuca foi projetado em conjunto com o robô Lenhador, que viria a competir em 2009. Ambos foram grandes evoluções da equipe na área de projeto. A principal delas, a troca da estrutura de perfis soldados por chapas de alumínio aeronáutico, que, além de serem muito mais leves e resistentes, permitem que o robô seja ainda mais compacto, melhorando sua rigidez.

### 2009 - 2013: Expansão de categorias: Hockey, Sumô e Seguidor de Linha.

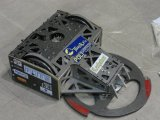
Lenhador

Em 2009 foi concluído o projeto do robô Lenhador. Este, ao contrário da maioria dos adversários, não utilizava um motor elétrico em sua arma, mas um motor à combustão, que é usado em motosserras. Apesar de seu maior volume, este motor possui uma relação potência/peso muito elevada. Assim, no 5º RoboCore WinterChallenge, foram conquistados o 2º lugar na Hockey - Pro, um 4º lugar na Hobbyweight e um 9º lugar na Middleweight. Ainda em 2009, ocorreu o 9º ENECA, pela primeira vez havendo a competição de Seguidor de Linha (ou Follower). Neste evento, a ThundeRatz conseguiu evoluir na categoria Middleweight com o Lenhador, conquistando o 6º lugar. Também se manteve a regularidade do projeto de Hockey, conquistando novamente a 2º colocação, e na estréia do Follower, a equipe alcançou o 5º lugar. Os Hockeys utilizaram como eletrônica de potência a TPM (ThundeRatz Power Management). Esta, ao contrário da OSMC, foi totalmente projetada pelos membros da equipe, atendendo assim às necessidades de espaço da equipe, sendo cerca de 50% menor. Porém, só poderia ser utilizada em robôs pequenos, pois não suportaria a corrente de motores maiores.

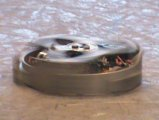
Hypnos

Em 2010, concluiu-se o projeto do robô Hypnos, da categoria Featherweight. Nele, sua carcaça girava independente do núcleo do robô, fazendo este robô ter todos os lados protegidos pela arma. Também em 2010, foi feita uma reforma no robô Lenhador, em que sua locomoção antiga foi substituída por uma projetada e construída pela própria equipe. Com os novos robôs e reformas, a ThundeRatz conquistou no 6º RoboCore Winter Challenge o 2º lugar no Follower, 3º lugar no Hockey - Pro, um 4º lugar na categoria Middleweight com o Lenhador e um 6º lugar na categoria Featherweight com o robô Hypnos.
Em março de 2011 a equipe participa do primeiro RoboCore Summer Challenge, competindo apenas nas categorias Middleweight, com o robô Lenhador, Hockey e Follower, conquistando respectivamente as 8º, 3º e 3º colocações. Neste evento o robô Lenhador utilizou pela eletrônica de potência TPM-2, que, assim como sua antecessora, foi totalmente criada pelos membros da equipe, porém para os robôs maiores, suportando correntes extremamente elevadas. Ainda em 2011 foi concluído o projeto do robô Cachorro Louco, da categoria Hobbyweight. Este robô diferencia-se principalmente pela confiabilidade resultante de intensas simulações em computadores e otimizações. O resultado foi visto no 7º RoboCore WinterChallenge, conquistando o 4º lugar entre 30 competidores, com a incrível marca de 5 vitórias consecutivas. Também neste evento o robô Lenhador conquistou o 5º lugar, o Hockey 7º, o Follower 8º e, competindo pela primeira vez, 2º lugar na categoria Sumô LEGO.
Já em 2012 a equipe compareceu ao 8º RoboCore Winter Challenge com mais robôs novos. Na categoria Middleweight, foi a estreia de Adão, robô do tipo rampa com um disco vertical, este foi otimizado para ser o mais compacto e eficiente possível. Além deste, novos robôs também nas categorias de Sumô 3 kg RC (Stonehenge) e Seguidor de Linha (Redondinho). Assim, a equipe conquistou as seguintes colocações: 6º lugar com Adão, Cachorro-Louco, Sumô Lego e Stonehenge; 7º lugar no Hockey - Pro e 3º com o Redondinho no Seguidor de Linha. Na Feira das Áreas do Conhecimento, Cultura e Extensão 2012 (FACE 2012 ) a equipe conquistou um excelente resultado. Levou dois ouros, um com o Follower Redondinho e o outro com o Sumô 3 kg RC Stonehenge; uma prata, com o Follower Quadradinho; e um bronze, com o Sumô 3 kg Auto Stonehenge. E para fechar o ano de 2012 com chave de ouro, na 2º edição do RoboCore Summer Challenge, a equipe conseguiu o 1º lugar com o robô Cachorro Louco, que finalizou a competição com 6 vitórias consecutivas e nenhuma derrota. Enquanto que o Sumô 3 kg RC Stonehenge conquistou o seu primeiro título nacional usando uma nova estratégia para derrotar os favoritos na categoria. O Follower Redondinho ficou com o 5º lugar com uma diferença de apenas 37 centésimos de segundo do primeiro colocado.

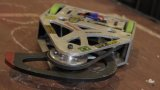
Ratnik

 No Winter Challenge 2013 a ThundeRatz melhorou o desempenho na competição. Foram conquistados 2 ouros e 1 bronze. Os robôs Redondinho (Seguidor de Linha) e Stonehenge (Sumô 3 kg RC) foram os campeões em suas categorias e o time estreante de Hockey, Time Olympus, conseguiu o 3º lugar. Nesta competição também foi a estreia na categoria Beetleweight com o robô Ratnik que teve uma boa recepção e mostrou um grande potencial. Todos os acionamentos foram projetados para serem realizados por uma única eletrônica desenvolvida pela própria equipe e a sua base é feita a partir de apenas um bloco de alumínio. Na sua segunda competição, a  FACE 2013 , conquistou o 1º lugar. Além do Ratnik, na FACE 2013, a equipe conquistou mais 3 ouros: um com o Redondinho (Seguidor de Linha); outro com o Stonehenge (Sumô 3 kg RC); e o outro com o Time Olympus (Hockey - Pro). Ainda conquistou uma prata com Sumô LEGO e um bronze com Quadradinho (Seguidor de Linha).

### 2014 - 2018: Consolidação como potência nacional e Primeiras conquistas internacionais.
No ano de 2018, no RoboCore Winter Challenge XIV, ocorreu a estreia do grupo nas categorias de Futebol com o ThunderLeague no Futebol - Simulation 2D.

### 2019 - 2020: Estreia definitiva nas categorias de Futebol e Febre das competições virtuais devido à Pandemia de COVID-19.
No começo de 2019, foi realizada novamente a IRONCup, sob chancela da RoboCore.
No mesmo ano em Setembro, a RoboCore organizou o Winter Challenge Concórdia, na cidade de Concórdia - SC, a primeira edição realizada fora do Instituto Mauá em muitos anos. A equipe conquistou no total 7 troféus, 3 de Ouro, 2 Pratas e 2 Bronzes, tendo como grande destaque o ThunderLeague no Futebol - Simulation 2D, que em sua estreia definitiva conquistou o título de campeão. Outros destaques foram o Hobbyweight Cachorro-Louco, que se tornou tricampeão nacional (somado as conquistas de 2012 e 2016), e o Sumô 3 kg RC Stonehenge, que se tornou heptacampeão nacional da RoboCore na categoria, somando no total 11 Ouros nas competições oficiais da mesma, um recorde absoluto.
Em 2020, a equipe voltou a participar da IRONCup, tendo como grande destaque a estreia nas categoria Futebol - Mini (equivalente ao IEEE VSSS) com o ThunderVolt.
Em março do mesmo ano, com o avanço da pandemia do COVID-19 em São Paulo, as aulas da USP foram suspensas, assim como as atividades presenciais da equipe. Com o decreto de quarentena no estado de São Paulo, que se iniciou no dia 24, as principais competições planejadas para o ano foram canceladas.

### 2021 - presente: Retorno das competições presenciais pós-COVID-19.
A primeira competição presencial com participação da equipe após o período de restrições sanitárias devido a pandemia foi o 4º Torneio Tech Challenge em Novembro, que contou com as categorias de Sumô de Robôs e Seguidor de Linha. Em Dezembro ocorreu o RSM Challenge, em Mogi das Cruzes - SP, novamente, uma competição de Sumô de Robôs. O destaque da competição foi o projeto Moai, campeão das categorias Sumô 3 kg RC e Sumô 3 kg Auto.

## Estrutura Administrativa e Física
A equipe é dividida nas seguintes em áreas de trabalho e de administração. Cada área costuma ter um capitão responsável, além dos capitães gerais, responsáveis pela organização do grupo como um todo.
- Administrativo
- Mecânica
- Elétrica
- Computação
- Design e Marketing

O laboratório é carinhosamente apelidada de "Gaiola", devido às tramas de arame que a cercam, a equipe possui um espaço próprio para desenvolver a montagem e reparo dos robôs no interior do Departamento de Engenharia Mecatrônica e Sistemas Mecânicos da Escola Politécnica da Universidade de São Paulo.
Na oficina da equipe, dispõem-se diversas ferramentas essenciais para a montagem dos robôs, como furadeiras de mão e de bancada, solda, esmerilhadeira, entre outros. Além de ser um espaço para o trabalho, a Gaiola é o principal local de convívio da Equipe.

## Categorias e Robôs
A equipe subdivide os projetos em 4 macro categorias: Combate, Hockey, Sumô e Autônomos. Cada projeto possui um nome de identificação.
Os projetos foram listados por período de desenvolvimento e pela participação em competições. Projetos ativos e em desenvolvimento atualmente estão em negrito.

### Combate
Essa categoria compreende os robôs das competições de Combate de Robôs. A equipe possui projetos nas categorias:
- Middleweight  (55 kg): Cuervo (2001); Mata Cachorro (2002); Heleonor (2002); Pikachu (2003 - ?); Adamowski (2004 - ?);  Crank Slider (2005 - ?); USP Recicla (2006); Adam (2006 - ?); PiRat (2007 - ?); Lenhador (2008 - ?); Adão (2012 - ?); Apolkalipse (2015 -);
- Lightweight (27,3 kg): K-Torze (2014 - );
- Featherweight (13,6 kg): Hypnos (2010 - ?); Armagedrum (2014 - 2019); REDRUM (2017 -); Jardineiro (2019 -);
- Hobbyweight (5,5 kg): Adam Jr (2006 - ?); Nanolico (2007 - ?); Catatau (2008 - ?); Racha Cuca (2009 - ?); Cachorro Louco (2011 -)
- Beetleweight (1,4 kg): Ratnik (2013 - 2019); Iskeiro (2014 - 2019); D'Arc (2016 -);
- Antweight (450 g): Duende (2015 - 2018); Sharkhai (2016 -); Atom (2018 -);  Leprechaun (2019 -);
- Fairyweight:(150 g): Spintronic (2017 - 2018);

As categorias acima da Hobbyweight são popularmente conhecidas como "Combate Grande", e as da Beetleweight para baixo de "Combate Pequeno" ou "Insetos", pois a principal diferença entre elas nas competições, principalmente os da RoboCore, é a arena utilizada para as disputas nas competições.

### Hockey
A categoria compreende os projetos das competições de Hockey de Robôs, semelhante ao esporte de hóquei. A categoria presente no Brasil é a :
- Hockey - Pro (6,8 kg): ThundeRatz Hockey Team (2009) [9];Time Olympus (2010 - );[10]

### Sumô
São os robôs das competições de Sumô de Robôs. Os projetos são das categorias:
- Sumô 3 kg [nota 1]: Galena (2021 - );
  - Sumô 3 kg RC: Stonehenge (2012 - 2020)[nota 2];
  - Sumô 3 kg Auto: Moai (2014 - 2025)[nota 3];
- Mini Sumô: Rozeta (2015 - 2023); Ônix (2018 - 2023); Safira (2023 - ); Pedrinha (2024 - ); Rubi (2025 - )
- Micro Sumô: Pepita (2017 - 2018)
- Sumô LEGO: Time LEGO (2011 - 2019)

### Autônomos
Compreende os robôs das diversas competições que envolvam tarefas solucionadas de forma autônoma.
A categoria de Seguidor de Linha é uma competição em que os robôs devem completar um trajeto delimitado por uma linha no menor tempo possível.
- Seguidor de Linha - Pro: Seninha (2009 - ?); Redondinho (2012 - ?); Quadradinho (2012 - ?); Tracer (2017 - );

A categoria Robomagellan é uma competição em que o robô deve percorrer um campo aberto em um trajeto normalmente determinado por cones. No Brasil, a categoria foi adaptada para a categoria Robô Trekking:
- RoboMagellan (SRS) / Robô Trekking (RoboCore): ThunderWaze (2014 - 2021); ThunderMaps (2015 - 2016); Perse (2021 - )

As categorias que envolvem Futebol de Robôs são organizadas à nível mundial principalmente pela RoboCup. A ThundeRatz também desenvolve projetos nas categorias mas mais focada nas competições da RoboCore.
- RoboCup Soccer Simulation (RoboCup) / Futebol - 2D (RoboCore): ThunderLeague (2018 - );
- IEEE Very Small Size Soccer (LARC) / Futebol - Mini (RoboCore): ThunderVolt (2020 - );

A equipe também participa de competições envolvendo robôs Humanoides.
- Humanoides (Geral): Boladinho (2017 - 2021);

## Competições
A ThundeRatz é uma equipe direcionada por competições. A equipe se tornou referência nas principais competições brasileiras e também obteve resultados expressivos em competições mundiais.

### Brasil

#### RoboCore
As principais competições em que a equipe participa são as do sistema RoboCore, em que costumam ter as competições de Sumô, Seguidor de Linha, Trekking e principalmente Combates. Desde 2018 as competições de Futebol também foram adicionadas sob os nomes Futebol - 2D e Futebol - Mini. São as competições que costumam envolver quase a totalidade da equipe. As principais competições organizadas pela RoboCore são:
- RoboCore Winter Challenge (2005 - )
- RoboCore Summer Challenge (2011, 2012 e 2015)
- RoboCore IRONCup (2018 - )

Além disso, outras competições de menor periodicidade também ocorreram como a FACE, a Roadsec e a HackTudo, normalmente envolvendo categorias em específico.
A RoboCore organiza um ranking de desempenho histórico das equipes inscritas nas competições. A equipe ThundeRatz alcançou o 2º lugar em 2016, quando ultrapassou a equipe Uai!rrior (UNIFEI), ficando somente atrás da RioBotz (PUC-Rio).

#### Outras competições brasileiras
Fora da RoboCore, a equipe também costuma participar de competições menores. Desde 2018 surgiram muitas competições menores de Sumô, que ganharam importância por serem classificatórias para o mundial (All Japan Robot-Sumo Tournament).

### Internacional

#### RoboGames
Entre 2015 e 2018, a equipe participou da RoboGames, à época a maior competição de robótica do mundo. Desde 2019, a competição está descontinuada. A equipe participava principalmente das categorias de Combate, Sumô,  RoboMagellan e competições de robôs humanoides.
Em 2016, a equipe obteve a sua maior conquista em competições de Combate até então, o título de campeão mundial da categoria Middleweight.

#### All Japan Robot-Sumo Tournament
A All Japan Robot-Sumo Tournament é a mais prestigiada competição de Sumô de Robôs do mundo. É focada em Sumô 3 kg, mas desde 2018 começou a organizar competições de outras categorias. A equipe participou em 2014, 2016, 2017, 2018, 2019 e 2024 depois de se classificar por meio de competições oficiais, como os da RoboCore.
Na primeira participação, em 2014, na categoria Sumô 3 kg RC, a equipe obteve o 4º lugar, um dos melhores resultados de uma equipe brasileira até hoje na competição. Na edição de 2016, a equipe teve sua estreia no Sumô 3 kg Auto após se classificar pela  RoboGames realizada no mesmo ano.

#### Fighting My Bots (FMB)
Competição de Combate realizada na China, envolvendo principalmente as categorias Middleweight e Featherweight. A equipe participou de três edições da FMB na temporada 2017-2018, duas edições Warm-Up e a Grand Final.
A equipe acumula três títulos da categoria Featherweight e um vice-campeonato na Middleweight.

#### Outras competições internacionais
Em 2019 a equipe participou do Torneo Internacional Robot-Sumo Argentina, uma competição de Sumô realizada na Argentina. A equipe competiu contra robôs de elite das Américas e do Japão e obteve o 3º lugar na categoria Sumô 3 kg RC.